# Хорхе Бланко
Хорхе Бланко (шп. Jorge Blanco; Мексико, 19. децембар 1991), мексички је глумац и певач. Хорхе је постао познат јавности из мексичке верзије филма High School Musical. Године 2012. добија улогу у Дизнијевој серији Виолета где тумачи лик Леона Вергаса, са којом 4 пута осваја награду за омиљеног глумца на "Kids Choice Awards-у". 2013. и 2014. године у Мексику, 2013. у Аргентини и 2014. у Колумбији. Године 2014. се појављује у документарном филму Violetta - La emoción del concierto, a 2016. такође игра улогу Леона у филму Tini - El Gran Cambio de Violetta, након чега започиње соло каријеру под покровитељством дискографске куће Hollywood Records.

## Филмографија
| Улоге Хорхеа Бланка |                                      |                                        |             |          |
| Година              | Српски назив                         | Изворни назив                          | Улога       | Напомена |
| 2007.               | Средношколска музика: Селекција      | High School Musical                    | Хорхе       |          |
| 2008.               | Средњошколска музика: Изазов Мексика | High School Musical: El Desafio Mexico | Хорхе       |          |
| 2010.               |                                      | Highway: Rodando la Aventura           | Дијего      |          |
| 2011.               | Дизнијеви пријатељи за Промену Игара | Disney's Friends for Change Games      | Хорхе       |          |
| 2011. - 2012.       | Када зазвони звоно                   | Cuando toca la campana                 | Пабло       |          |
| 2012. - 2015.       | Виолета                              | Violetta                               | Леон Вергас |          |
| 2014.               | Виолета: Емоција Концерта            | Violetta: La emoción del concierto     | Хорхе/Leon  |          |
| 2016.               | Тини: нови живот Виолете             | Tini - El Gran Cambio de Violetta      | Леон Вергас |          |